# 高甲硫胺酸血症
高甲硫胺酸血症是一種遺傳病，其會導致血液中的甲硫胺酸堆積，但大部分患者的MAT酵素還有少許功能。少部分的患者被發現有低肌肉張力、心智遲緩及神經脫髓鞘。
此遺傳病的遺傳率於台灣為106349分之1。
遺傳方面，其遺傳方式為體染色體顯性遺傳或體染色體隱性遺傳。